# Đường tầm mắt
Đường tầm mắt (còn gọi là Đường chân trời) là một đường thẳng nằm ngang với tầm mắt người nhìn, phân chia mặt đất với bầu trời hay mặt nước với bầu trời, nên còn được gọi là đường chân trời.

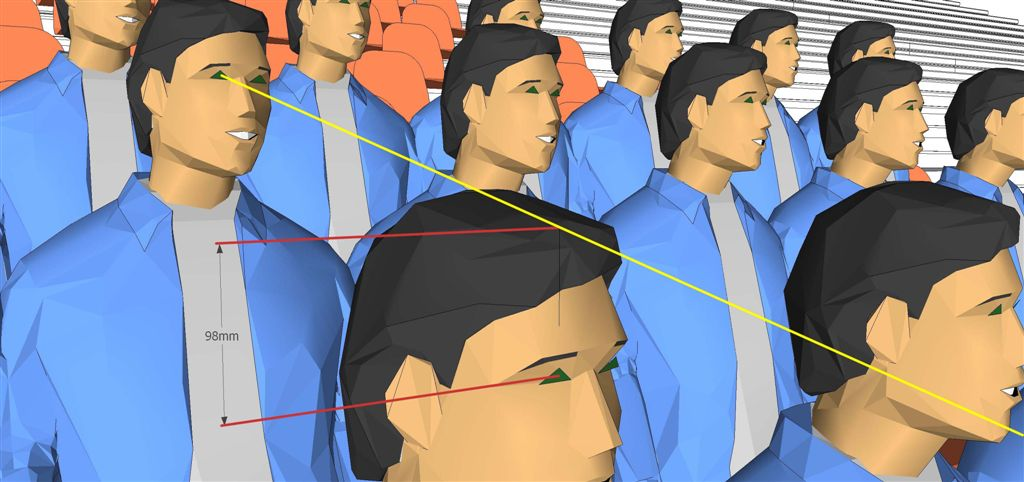
nằm ngang với tầm mắt của người nhìn

Ở trong tranh, đường tầm mắt có thể thay đổi, nó phụ thuộc vào độ cao, thấp của vị trí người vẽ.
Khi vẽ theo mẫu, cần xác định được đường tầm mắt để vẽ hình cho đúng.
Ví dụ: Đường tầm mắt ngang thân hộp, đường tầm mắt trên mặt hộp, đường tầm mắt dưới hộp

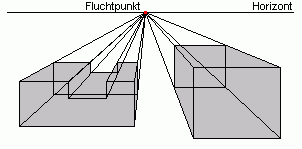
Đường tầm mắt

## Điểm tụ
Các đường song song với mặt đất (ở hình hộp, hình trụ, nhà, đường tàu hoả...) hướng về chiều sâu, càng xa càng thu hẹp và cuối cùng tụ ở một điểm tại đường tầm mắt, điểm đó là điểm tụ. Khi vẽ theo mẫu, cần xác định điểm tụ để vẽ hình cho đúng.